# Proboscidoplocia
Proboscidoplocia is een geslacht van haften (Ephemeroptera) uit de familie Euthyplociidae.

## Soorten
Het geslacht Proboscidoplocia omvat de volgende soorten:
- Proboscidoplocia auberti
- Proboscidoplocia billi
- Proboscidoplocia leplattenierae
- Proboscidoplocia magdaleinae
- Proboscidoplocia mccaffertyi
- Proboscidoplocia ruffieuxae
- Proboscidoplocia sikorai
- Proboscidoplocia vayssierei